# Пашеку, Франциск
Франсишку Пашеку (порт. Francisco Pacheco; лат. Franciscus Pacheco; яп.  フランシスコ･パチェコ; 1556 год, Понти-ди-Лима, Португалия — 20 июня 1626 года, Нагасаки, Япония) — католический священник, блаженный Римско-Католической Церкви, миссионер, член монашеского ордена иезуитов.

## Биография

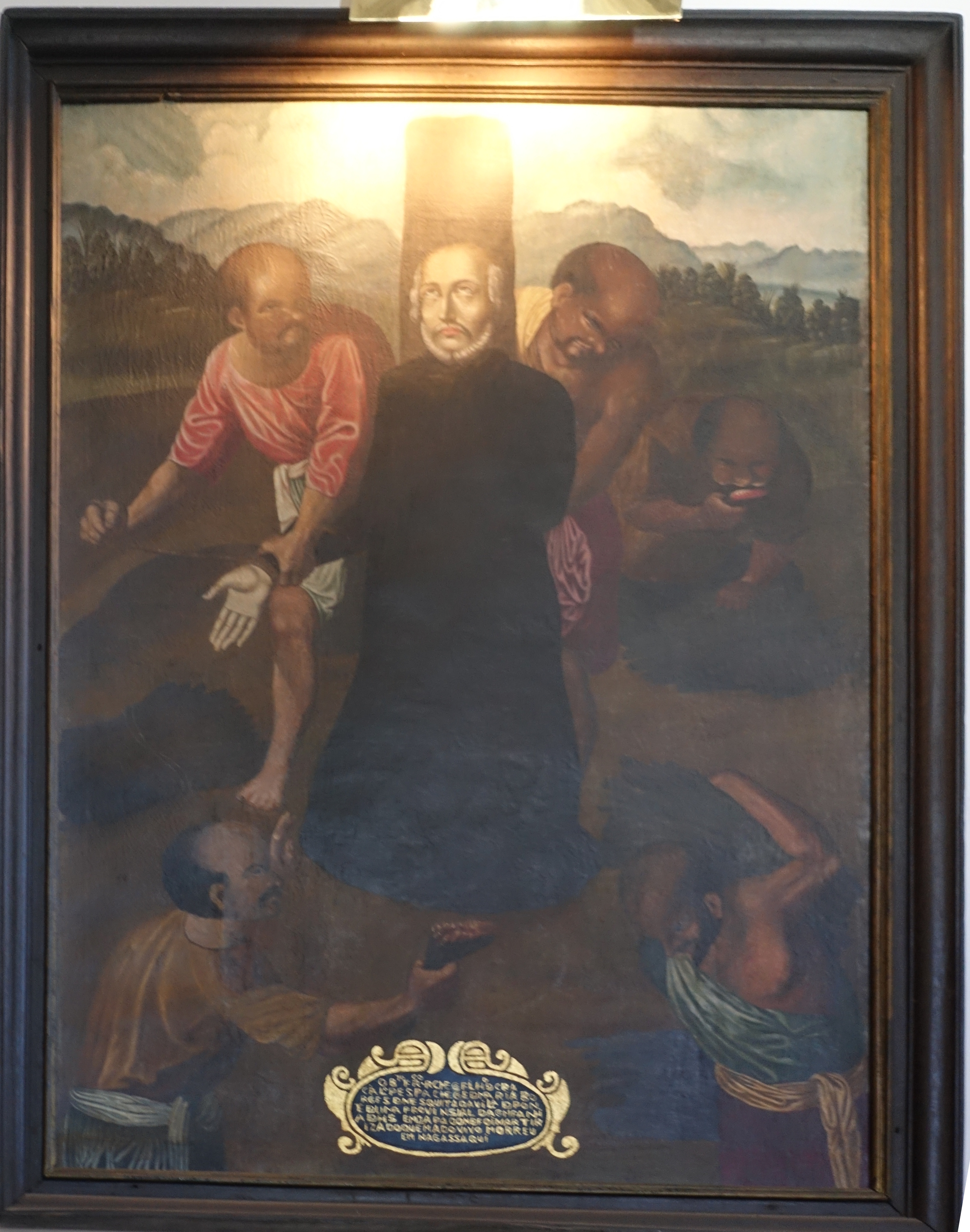
Мученичество Франциска Пашеку (картина в одной из часовен Браги)

Родился в 1556 году в португальском городе Понти-ди-Лима. Изучал богословие в Лиссабоне. В 1585 году вступил в монашеский орден иезуитов. В 1592 году отправился на миссионерскую деятельность в португальскую колонию Гоа. В последующие годы проживал в Макао, где закончил своё монашеское формирование и был рукоположён во священники. Потом отправился в Японию, где занимался пастырской деятельностью среди японских католиков, проживающих в окрестностях Киото и Осаки. В 1608 году возвратился в Макао, где руководил иезуитской семинарией. С 1614 года — генеральный викарий епископа Фунаи Луиса де Серкеры (Luísa de Cerquiera).
В 1613 году сёгун Токугава Хидэтада издал указ, запрещающий под смертной казнью исповедание христианства в Японии. В 1615 году прибыл в Японию и под видом купца в подпольных условиях занимался священнической деятельностью. После смерти епископа Луиса де Серкеры был назначен апостольским администратором епархии Фунаи и позднее — провинциалом иезуитов, служащих в Японии.
18 декабря 1625 года был арестован по доносу вероотступника вместе с хозяином дома, где он проживал, личным секретарём Каспером Садамацу и соседями и отправлен в тюрьму города Симабара. После суда эта группа христиан была отправлена в Нагасаки и вместе с другой группой заключённых из двух европейцев и одного корейца сожжена на костре 20 июня 1626 года.
Впоследствии эта группа мучеников в составе 9 человек (3 европейца, 5 японцев и 1 кореец) была причислена отдельным актом Святого Престола к лику блаженных под названием «Франциск Пашеку и 8 сподвижников».
Римский папа Пий IX причислил его к лику блаженных 7 июля 1867 года. День памяти — 20 июня, а также 10 сентября (в группе 205 японских мучеников).